# Nino Bule
Nino Bule (ur. 19 marca 1976 w Čapljinie) – piłkarz chorwacki grający na pozycji napastnika.

## Życiorys
Karierę piłkarską zaczynał w juniorach NK Zagreb, a do pierwszej drużyny trafił już w 1995 roku i w debiutanckim sezonie zaliczył 3 spotkania w lidze. Z wiekiem grał coraz więcej i w sezonie 1996/1997 zagrał już 16 razy, a w następnym 1997/1998 bardzo często był już zawodnikiem pierwszej jedenastki i zagrał w sezonie 29 razy. Sezon 1998/1999 był dla Bule średnio udany. Co prawda zdobył 13 bramek i był najlepszym strzelcem zespołu, ale NK ledwie zdołało się utrzymać w lidze zajmując dopiero 10. pozycję. W kolejnym sezonie NK nieznacznie poprawiło pozycję będąc w końcowej klasyfikacji na 8. pozycji, a Bule zdobył wówczas 9 bramek. Latem 2000 roku dość niespodziewanie wyjechał aż do Japonii, stając się zawodnikiem tamtejszej Gamby Osaka. W Japonii spędził także następny sezon, zdobył 17 bramek, będąc jednym z najlepszych strzelców ligi, a Gamba skończyła sezon na wysokim 6. miejscu, pomimo tego, że na półmetku zajmowała dopiero 15. pozycję. Zimą 2001 Bule zdecydował się jednak powrócić do ojczyzny i trafił do Hajduka Split. W Hajduku nie strzelał zbyt wiele bramek, ale ma w dorobku zdobyty w 2004 tytuł mistrza Chorwacji oraz Puchar Chorwacji w 2003 roku. Kolejne dwa sezony to austriacki etap w karierze Bule. Rundę jesienną sezonu 2004/2005 Bule spędził w SV Pasching, by po pół roku przenieść się do zespołu Red Bull Salzburg. Natomiast w sezonie 2005/2006 występował już w Admirze Wacker Mödling. 7 bramek Bule nie pomogło w utrzymaniu Admiry, drużyna z Mödling zajęła ostatnie miejsce w lidze i spadła do 2. ligi. Od lata 2006 roku Bule jest zawodnikiem zespołu NK Rijeka.
W reprezentacji Chorwacji Bule zadebiutował 13 czerwca 1999 roku w zremisowanym 2:2 meczu z reprezentacją Egiptu, kiedy w 72. minucie zmienił Jasmina Agicia. Ogółem w kadrze zagrał 3-krotnie, a ostatni jak dotąd mecz rozegrał 18 lutego 2004, kiedy Chorwaci przegrali 1:2 z Niemcami.

## Kariera
| Sezon   | Klub                      | Kraj      | Rozgrywki                      | Mecze | Bramki |
| ------- | ------------------------- | --------- | ------------------------------ | ----- | ------ |
| 1995/96 | NK Zagreb                 | Chorwacja | Prva HNL                       | 3     | 0      |
| 1996/97 | NK Zagreb                 | Chorwacja | Prva HNL                       | 16    | 3      |
| 1997/98 | NK Zagreb                 | Chorwacja | Prva HNL                       | 29    | 5      |
| 1998/99 | NK Zagreb                 | Chorwacja | Prva HNL                       | 29    | 13     |
| 1999/00 | NK Zagreb                 | Chorwacja | Prva HNL                       | 33    | 9      |
| 2000    | Gamba Osaka               | Japonia   | J-League                       | 13    | 6      |
| 2001    | Gamba Osaka               | Japonia   | J-League                       | 27    | 17     |
| 2001/02 | Hajduk Split              | Chorwacja | Prva HNL                       | 9     | 2      |
| 2002/03 | Hajduk Split              | Chorwacja | Prva HNL                       | 29    | 6      |
| 2003/04 | Hajduk Split              | Chorwacja | Prva HNL                       | 27    | 9      |
| 2004/05 | SV Pasching               | Austria   | Bundesliga                     | 16    | 0      |
| 2004/05 | Red Bull Salzburg         | Austria   | Bundesliga                     | 8     | 3      |
| 2005/06 | VfB Admira Wacker Mödling | Austria   | Bundesliga                     | 27    | 7      |
| 2006/07 | NK Rijeka                 | Chorwacja | Prva HNL                       |       |        |
|         |                           |           | Łącznie w Prva HNL             | 202   | 54     |
|         |                           |           | Łącznie w J-League             | 40    | 23     |
|         |                           |           | Łącznie w T-Mobile Bundeslidze | 51    | 10     |